# Ато (Колумбия)
Ато (исп. Hato) — город и муниципалитет в северо-восточной части Колумбии, на территории департамента Сантандер. Входит в состав провинции Комунера.

## История
Поселение, из которого позднее вырос город, было основано 25 апреля 1825 года. Муниципалитет Ато был выделен в отдельную административную единицу в 1887 году.

## Географическое положение

Муниципалитет Ато

Город расположен в центральной части департамента, в горной местности Восточной Кордильеры, к западу от реки Суарес, на расстоянии приблизительно 62 километров к юго-западу от города Букараманги, административного центра департамента. Абсолютная высота — 1347 метров над уровнем моря.
Муниципалитет Ато граничит на севере и северо-востоке с территорией муниципалитета Галан, на востоке — с муниципалитетом Пальмар, на юге — с муниципалитетом Симакота, на западе — с муниципалитетом Эль-Кармен-де-Чукури. Площадь муниципалитета составляет 180,3 км².

## Население
По данным Национального административного департамента статистики Колумбии, совокупная численность населения города и муниципалитета в 2015 году составляла 2345 человек.
Динамика численности населения муниципалитета по годам:
| 2005 | 2006 | 2007 | 2008 | 2009 | 2010 | 2011 | 2012 | 2013 | 2014 | 2015 |
| ---- | ---- | ---- | ---- | ---- | ---- | ---- | ---- | ---- | ---- | ---- |
| 2401 | 2398 | 2395 | 2388 | 2381 | 2378 | 2373 | 2365 | 2363 | 2350 | 2345 |

Согласно данным переписи 2005 года мужчины составляли 52,4 % от населения Ато, женщины — соответственно 47,6 %. В расовом отношении белые и метисы составляли 98,2 % от населения города; негры, мулаты и райсальцы — 1,8 %.
Уровень грамотности среди всего населения составлял 84,1 %.

## Экономика
50 % от общего числа городских и муниципальных предприятий составляют предприятия торговой сферы, 41,7 % — предприятия сферы обслуживания, 8,3 % — промышленные предприятия.